# Pseudyrias villaerti
Pseudyrias villaerti là một loài bướm đêm trong họ Noctuidae.